# Gymnopapuaia albicornis
Gymnopapuaia albicornis är en tvåvingeart som först beskrevs av Walker 1864.  Gymnopapuaia albicornis ingår i släktet Gymnopapuaia och familjen husflugor. Inga underarter finns listade i Catalogue of Life.